# Наперсний хрест Петра I

Наперсний хрест Петра I та ланки з ланцюга Михайла Федоровича на малюнку академіка Ф.Г.Солнцева, середина XIX століття

Наперсний хрест Петра I Олексійовича – одна з колишніх царських регалій, що зберігається нині у зібранні Збройової палати Московського кремля. 

## Історія
У 1682 при коронації одразу двох монархів усі найдревніші регалії достались старшому брату – Івану V Олексійовичу, у тому числі хрест Мономахів. Для його молодшого брата Петра I Олексійовича зроблена особиста регалія подібного роду.
Золотий хрест Петра I був зроблений московітськими майстрами на початку 1680-х.
Золотий емальований хрест прикрашений 12 діамантами та 10 смарагдами. У верхній частини хреста міститься зображення Спаса Нерукотворного, великі смарагди розташовані орнаментом в його середній частині і на одному з них вирізане Розп'яття, на іншому — «Цар Слави», на третьому — «НІКА». Смарагд, що розташований на зворотній стороні хреста, містить зображення апостола Петра — святого покровителя царя.
Хрест був особистою дорогоцінністю Петра I до самої його смерті. До Збройової Палати переданий в 1727.
Важить хрест 42 золотники (близько 100 грамів), у 1727 оцінений у 506 карбованців.